# Nestares (Campoo de Enmedio)
Nestares es una localidad española del municipio de Campoo de Enmedio, perteneciente a la comunidad autónoma de Cantabria.

## Geografía
Se encuentra a una altitud de 850 m s. n. m. Dista 4 kilómetros de la capital municipal, Matamorosa. Nestares se encuentra muy cerca de Reinosa, centro administrativo y de servicios de la comarca de Campoo-Los Valles. Tiene campo de golf. Hay en su término unos lagos llamados «lagunas de las Eras de Nestares», endorreicas y de gran interés geomorfológico por su carácter excepcional en Cantabria. Por la localidad pasa el río Ebro.

## Historia
Hacia mediados del siglo XIX, el lugar, ya por entonces perteneciente al municipio de Enmedio, tenía contabilizada una población de 90 habitantes. Aparece descrito en el duodécimo volumen del Diccionario geográfico-estadístico-histórico de España y sus posesiones de Ultramar de Pascual Madoz con las siguientes palabras:

NESTARES: l. en la prov. de Santander (13 leg.), part. jud. de Reinosa (medio 1/4), dióc., aud. terr. y c. g. de Búrgos (16), ayunt. de Enmedio, cuyas reuniones son en el pueblo que describimos: sit. en terreno llano; su clima es frio y nevoso en invierno; sus enfermedades mas comunes fiebres catarrales. Tiene 20 casas; la consistorial; escuela de primeras letras frecuentada por 20 niños, que satisfacen al maestro una módica retribucion; igl. parr. (San Salvador), servida por un cura que presentaba el monasterio de PP. Premostratenses de Aguilar de Campó; y buenas aguas potables. Confina con términos de Fresno, Salces, Reinosa, Matamorosa y Villacantid. El terreno es de segunda y tercera suerte y de secano.; inmediato á la pobl. pasa el caudaloso Ebro. Los caminos son locales y malos: recibe la correspondencia de Reinosa. prod.: trigo, centeno, cebada, legumbres, patatas, nabos y pastos; cria ganado vacuno, caballar y mular; caza de codornices, y pesca de truchas. ind.: 2 fáb. de harina ó sean molinos montados á la moderna, cuya máquina muele, cierne, limpia y ensaca simultáneamente, sobre 300 fan. de grano diarias, que por lo regular se esportan á Santander para el embarque, con direccion á la isla de Cuvba y Cataluña. pobl.: 20 vec., 90 alm. contr.: con el ayunt.
(Madoz, 1849, pp. 157-158)

En 2024, la entidad singular de población de Nestares tenía empadronados 1163 habitantes, todos ellos en el núcleo de población de ese nombre.

## Patrimonio
Hay en la localidad una iglesia de San Salvador. Se celebra la fiesta de Nuestra Señora el 15 de agosto y San Salvador.